# Station Chinley
Chinley is een spoorwegstation van National Rail in Chinley, High Peak in Engeland. Het station is eigendom van Network Rail en wordt beheerd door Northern Rail. Het station is geopend in 1867.